# European Wilderness Society
Die European Wilderness Society mit Hauptsitz in Österreich ist eine gemeinnützige europäische Nichtregierungsorganisation, die es sich zur Aufgabe gemacht hat, Europas letzte Wildnis, wilde Küsten, Flüsse, Urwälder und Inseln zu identifizieren, zu zertifizieren und deren nachhaltige und umweltschonende Vermarktung (Naturtourismus) und Verwaltung zu unterstützen, um die Gebiete dauerhaft erhalten zu können. Da es sich um eine europaweit agierende Organisation handelt, wird einheitlich – auch in anderen Sprachen – mit dem englischen Begriff „Wilderness“ gearbeitet.
Zur Erreichung seiner Ziele hat der Verein zusammen mit zahlreichen Wildnis-Organisationen (u. a. Wild Europe, Wildland Research Institute, UNEP, WWF, IUCN, ZGF, EUROPARC, UNWTO, John Muir Trust und UNESCO) das European Wilderness Quality Standard and Audit System entwickelt, ein einheitliches europäisches Zertifizierungssystem für bestehende und potenzielle Wilderness-Gebiete und Wild Areas (Wildnisentwicklungsgebiete).

## Geschichte
Die European Wilderness Society wurde im März 2014 in Tamsweg, Österreich als gemeinnütziger Umweltschutzverein zum Schutz der europäischen Wildnis eingetragen. In den ersten zwei Jahren des Vereins wurden acht Schutzgebiete zertifiziert. Max A.E. Rossberg und Vlado Vancura leiten die European Wilderness Society. Die Wolfsexpertin Gudrun Pflüger ist ebenso Teil des internationalen Teams.
Außerdem wurden alle Schutzgebiete, die bereits von der seit 2014 in Liquidation befindlichen PAN Parks Stiftung zertifiziert worden waren, in das neue Wilderness Network eingebunden. Die European Wilderness Society weist jedoch ausdrücklich darauf hin, dass darüber hinaus weder rechtliche noch finanzielle Beziehungen mit der PAN Park Foundation bestanden.

## Ziele
Das vorrangige Ziel des Vereins ist die
- Identifizierung
- Anerkennung
- Verwaltung und
- Vermarktung

von Wildnisgebieten in Europa.

## Definition von „Wilderness“ und „Wild Areas“
Am 3. Februar 2009 hat das Europäische Parlament die „Entschließung des Europäischen Parlaments vom 3. Februar 2009 zur Wildnis in Europa“ verabschiedet und darin die Europäische Kommission unter anderem aufgefordert, eine europäische Wildnis-Definition festzulegen, die potentiellen Gebiete (unterschieden nach „Wilderness“ und „Wild Areas“) in einem Wildnis-Register aufzuführen und die European Wilderness Society bei der Gebietsverwaltung zu unterstützen. Alle Überlegungen des Vereins gründen sich auf der Wildnis-Definition der European Wilderness Working Group vom September 2013.

### Wilderness
Wildnisgebiete, in denen natürliche, zeitlich- und ergebnisoffene Prozesse stattfinden, erreichen die Gold- oder Platin-Kategorie des „European Wilderness Quality Standard and Audit Systems“. Diese als „Wilderness“ bezeichneten Gebiete sind durch heimische Lebensräume und Arten gekennzeichnet und groß genug, dass die natürlichen dynamischen Prozesse effektiv und ungestört ablaufen können. Sie befinden sich in einem ursprünglichen oder nur wenig veränderten Zustand ohne eingreifende menschliche Tätigkeiten (Rohstoffabbau, Siedlungen, Infrastruktur) oder visuelle Störungen.

### Wild Areas
Wildnisgebiete der Bronze- oder Silber-Kategorie werden als „Wild Areas“ bezeichnet. Es sind Landschaften mit einem hohen Anteil an natürlichen Lebensräumen und ungehindert ablaufenden natürlichen, zeit- und ergebnisoffenen dynamischen Prozessen. Sie sind jedoch meist kleiner und weniger zusammenhängend als die Wilderness der Gold- oder Platin-Kategorie. Ihr ökologischer Zustand wurde in der Vergangenheit teilweise oder wesentlich durch menschliche Tätigkeiten wie dauerhafte Beweidung, Jagd, Fischerei und das Sammeln von Wildfrüchten und Pilzen beeinträchtigt.

## Zertifizierung von Wilderness und Wild Areas
In Zusammenarbeit mit europäischen und internationalen Naturschutzorganisationen hat der Verein das European Wilderness Quality Standard and Audit System nach strengen Qualitätskriterien für europäische Wildernis-Schutzgebiete entwickelt. Das deutsche Bundesamtes für Naturschutz beurteilt diese privatrechtliche Zertifizierung als ein vorbildliches und erstes länderübergreifendes Bewertungssystem für Wildnisgebiete in Europa.
Zur Ausweisung als Wilderness muss ein bestehendes Schutzgebiet eine Wildnis-Kernzone zwischen 500 und 10.000 Hektar – je nach Habitat – mit einer unbesiedelten, unzerschnittenen und möglichst ahemeroben Naturlandschaft aufweisen. Als langfristiges Ziel für ein Wilderness-Gebiet sollte eine Gesamtgröße von bis zu 20.000 Hektar angestrebt werden. So soll gewährleistet werden, dass die Selbstregulation der natürlich ablaufenden Prozesse in den Ökosystemen sowie der Schutz einer ausreichend großen Population gefährdeter Tier- und Pflanzenarten erhalten bleiben. Zudem nehmen mit zunehmender Größe die negativen anthropogen Beeinflussungen ab, die allerdings nie ganz ausgeschlossen werden können.
Für die Aufnahme eines Gebietes in das Netzwerk müssen die Schutzgebiete international anerkannt sein, etwa als europäisches Naturerbe (Natura 2000), UNESCO World Heritage Site, RAMSAR oder IUCN Schutzgebiet. Eine zertifiziertes Wilderness ist in drei Zonen unterteilt:
- Die Kernzone, in der ergebnisoffene, undefinierte, natürliche dynamische Prozesse ungestört und unbeeinflusst ablaufen,
- die Renaturierungszone, die langfristig nach entsprechenden Renaturierungsmaßnahmen (Rewilding) zur Wildnis-Kernzone übergeführt wird und
- die Pufferzone, die als Übergangszone zwischen der Kernzone und der umliegenden Kulturlandschaft agiert.

Um eine möglichst natürliche Entwicklung der Gebiete zu gewährleisten, muss eine Verwaltung existieren, welche die Erhaltung und Wiederherstellung ökologischer Prozesse und der biologischen Vielfalt in den Ökosystemen überwacht und in der Renaturierungszone fördert. Von der European Wilderness Society zertifizierte Gebiete verbieten jedwede Nutzungen, die zu Beeinträchtigungen der Natur führen können, wie z. B. Forstwirtschaft, Jagd bzw. Wildtiermanagement, Mineralien sammeln oder motorisierten Tourismus. Aber auch die Bekämpfung von Neobiota und die Unterdrückung von Feuer ist in der Kernzone untersagt. Diese Maßnahmen werden – falls notwendig – in der Renaturierungs- und Pufferzone unter strenger Aufsicht durchgeführt. Hier gilt in aller Regel ausschließlich der ergebnisoffene Prozessschutz für die natürlichen Kreisläufe. Anhand von neun Leitsätzen, 54 Kriterien und mehr als 300 Wildnis-Indikatoren werden potenzielle Wilderness-Gebiete in ganz Europa einheitlich begutachtet.
Anhand der neun Leitsätze:
1. Mindestgröße und Zonierung,
2. Natürliche dynamische Prozesse und Biodiversität,
3. Management,
4. Renaturierung,
5. Rohstoffabbau,
6. wildnisbeeinträchtigende Faktoren,
7. Kontrolleingriffe bei nicht-heimischen Arten, Feuer und Naturereignissen,
8. Forschung und Monitoring,
9. Internationale Anerkennung

wird ein Gebiet in vier verschiedene Wildnis-Kategorien: Bronze, Silber, Gold und Platin eingestuft und kann sich in einem längerfristigen Prozess von einem „Wild Area“ zu einer „Wilderness“ entwickeln. Durch den Verein werden keine neuen Schutzgebiete ausgewiesen. Aus Naturschutzsicht handelte es sich vielmehr um ein europaweites Bewertungssystem für bereits bestehende Schutzgebiete.

## European Wilderness Network
Alle von der European Wilderness Society zertifizierten Wildnisgebiete werden in einem eigens dafür geschaffenen Netzwerk, dem „European Wilderness Network“ aufgeführt. In diesem Netzwerk gibt es folgende Kategorien für Wilderness-Gebiete:
- Wilderness
- WILDForests (in Zusammenarbeit mit dem European Beech Forest Network)[14]
- WILDIslands (in Zusammenarbeit mit dem Danube Transnational Programm,[15] mit den DanubeParks 2.0[16] und dem WWF Österreich)
- WILDCoasts
- WILDRivers (in Zusammenarbeit mit dem European River Network[17])

Das European Wilderness Network umfasst derzeit 41 Schutzgebiete in 16 Ländern mit zusammen 316.536 Hektar Wilderness-Kernzone gemäß der Europäischen Wildnis-Definition. Die European Wilderness Society hat sich zum Ziel gesetzt, diese Fläche auf 500.000 Hektar bis 2020 und eine Million Hektar Wilderness-Fläche bis 2030 zu begutachten und vertraglich sicherzustellen.

## Europas Wildnis und derzeitige Wilderness-Gebiete
Die Grundlage der folgenden Karte ist die Darstellung aller Gebiete Europas, die zu Beginn des 21. Jahrhunderts vom Menschen noch weitgehend unbeeinflusst sind. Seit jeher nur marginal genutzte Räume (fast ausschließlich im hohen Norden) weisen dabei die zu erwartende natürliche Vegetation auf, während es sich in den anderen Gebieten zumeist um ehemals genutzte Landschaften handelt, die seit mehr oder weniger langer Zeit aufgelassen wurden. Die Vegetation der letztgenannten Gebiete reicht von naturnahen Ersatzgesellschaften bis hin zur jeweiligen Klimaxvegetation.
Die enorme Vielfalt und Dynamik anthropogener Einflüsse hat – insbesondere im dicht besiedelten und der in Jahrhunderten mehrfach veränderten Landnutzung Europas – die natürlichen Biome großflächig in „menschengemachte“ Landschaften verwandelt, die auch als Anthrome bezeichnet werden. Mit der Festlegung sogenannter Hemerobiegrade wurden theoretische Abgrenzungen geschaffen, um die Landoberfläche nach konkreten ökologischen Kriterien zu untergliedern. Dennoch bleiben die Übergänge in der Realität fließend und aufgrund der Unterschiede in der Datenerhebung und -bewertung weichen die Modelle mehr oder weniger stark voneinander ab.
Die farbigen Flächen der abgebildeten Landkarte zeigen die natürlichen und naturnahen Gebiete Europas in zwei Kategorien:
1. Die hellere Farbgebung zeigt Gebiete mit überwiegend ungestörter Sukzession und marginaler Infrastruktur und entspricht damit in etwa den „Wild Areas“
2. Die dunklere Farbgebung weist die Flächen aus, die am ehesten der Vorstellung von „Wilderness“ entsprechen. Im Gegensatz zu den vorgenannten weiter gefassten Gebieten kann hier zudem eine im Wesentlichen vollständige, natürliche Fauna angenommen werden.

In der Summe können noch maximal 18 % von Europas Landfläche als naturnah bezeichnet werden. Fast neun Zehntel davon liegen in der Tundra und Taiga Nordeuropas. Davon wiederum befinden sich mehr als zwei Drittel in Nordwest-Russland. Die wilden Landschaften auf Island und in Fennoskandinavien sind bereits deutlich fragmentiert, genügen jedoch noch den strengen Kriterien der Weltnaturschutzunion IUCN. Rechnet man Europa ohne Russland, erreichen max. 8 % die Kriterien der Studie Last of the wild.
(siehe auch: Sonderfall Europa und Weltkarte im Artikel Wildnis)
| Archipelago WILDCoast |

| Borjomi-Karagauli Wilderness |

| Central Balkan Wilderness |

| Čepkeliai Wilderness |

| Chornyy Dil Wilderness |

| Darvaika Wilderness |

| Dyje WILDRiver |

| Fulufjället Wilderness |

| Gorgany Wilderness |

| Hainich WILDForest |

| Hohe Tauern Wilderness |

| Hoverla Wilderness |

| Jasmund WILDCoast |

| Kalkalpen Wilderness und WILDForest |

| Kitka WILDRiver |

| Königsbrücker Heide Wilderness |

| Küre Wilderness |

| Kuziy-Trybushany WILDForest |

| Majella Wilderness |

| Mala Uholka WILDRiver |

| Maramarosh Wilderness |

| Olanga WILDRiver |

| Oulanka Wilderness |

| Oulanka WILDRiver |

| Paanajärvi Wilderness |

| Peneda-Gerês Wilderness |

| Podyjí Wilderness |

| Retezat Wilderness |

| Rila Wilderness |

| Shyrokyy Luh WILDRiver |

| Soomaa Wilderness |

| Teiču Wilderness |

| Thaya WILDRiver |

| Thayatal WILDForest |

| Uholka-Shyrokyy Luh Wilderness und WILDForest |

| Velyka Uholka WILDRiver |

| Vilm WILDIsland |

| Zacharovanyy Kray Wilderness |

| Zacharovanyy Kray WILDForest |

| Wildnisfläche / Flusslänge | Name des Schutzgebietes                       | Staat       | Koordinaten          | Weblink                     |
| -------------------------- | --------------------------------------------- | ----------- | -------------------- | --------------------------- |
| 10600 ha                   | Archipelago WILDCoast                         | Finnland    | 59,968° N, 22,159° O | European Wilderness Network |
| 50325 ha                   | Borjomi-Karagauli Wilderness                  | Georgien    | 41,85° N, 43,216° O  | European Wilderness Network |
| 20019 ha                   | Central Balkan Wilderness                     | Bulgarien   | 42,729° N, 24,698° O | European Wilderness Network |
| 13004 ha                   | Čepkeliai Wilderness                          | Litauen     | 53,993° N, 24,486° O | European Wilderness Network |
| 1580 ha                    | Chornyy Dil Wilderness                        | Ukraine     | 48,534° N, 23,811° O | European Wilderness Network |
| 1450 ha                    | Darvaika Wilderness                           | Ukraine     | 48,488° N, 23,771° O | European Wilderness Network |
| 2 km                       | Dyje WILDRiver                                | Tschechien  | 48,88° N, 15,841° O  | European Wilderness Network |
| 19000 ha                   | Fulufjället Wilderness                        | Schweden    | 61,544° N, 12,741° O | European Wilderness Network |
| 4800 ha                    | Gorgany Wilderness                            | Ukraine     | 48,406° N, 24,365° O | European Wilderness Network |
| 4875 ha                    | Hainich WILDForest                            | Deutschland | 51,07° N, 10,432° O  | European Wilderness Network |
| 6728 ha                    | Hohe Tauern Wilderness                        | Österreich  | 47,115° N, 12,265° O | European Wilderness Network |
| 4477 ha                    | Hoverla Wilderness                            | Ukraine     | 48,152° N, 24,52° O  | European Wilderness Network |
| 806 ha                     | Jasmund WILDCoast                             | Deutschland | 54,561° N, 13,678° O | European Wilderness Network |
| 13034 ha                   | Kalkalpen Wilderness                          | Österreich  | 47,77° N, 14,367° O  | European Wilderness Network |
| 5251 ha                    | Kalkalpen WILDForest                          | Österreich  | 47,78° N, 14,413° O  | European Wilderness Network |
| 16 km                      | Kitka WILDRiver                               | Finnland    | 66,395° N, 29,205° O | European Wilderness Network |
| 5600 ha                    | Königsbrücker Heide Wilderness                | Deutschland | 51,323° N, 13,879° O | European Wilderness Network |
| 26162 ha                   | Küre Wilderness                               | Türkei      | 41,722° N, 32,805° O | European Wilderness Network |
| 1370 ha                    | Kuziy-Trybushany WILDForest                   | Ukraine     | 47,956° N, 24,138° O | European Wilderness Network |
| 15960 ha                   | Majella Wilderness                            | Italien     | 42,109° N, 14,167° O | European Wilderness Network |
| 7 km                       | Mala Uholka WILDRiver                         | Ukraine     | 48,268° N, 23,631° O | European Wilderness Network |
| 3162 ha                    | Maramarosh Wilderness                         | Ukraine     | 47,937° N, 24,301° O | European Wilderness Network |
| 36 km                      | Olanga WILDRiver                              | Russland    | 66,264° N, 30,385° O | European Wilderness Network |
| 12924 ha                   | Oulanka Wilderness                            | Finnland    | 66,397° N, 29,369° O | European Wilderness Network |
| 26 km                      | Oulanka WILDRiver                             | Finnland    | 66,466° N, 29,184° O | European Wilderness Network |
| 30000 ha                   | Paanajärvi Wilderness                         | Russland    | 66,295° N, 29,845° O | European Wilderness Network |
| 5000 ha                    | Peneda-Gerês Wilderness                       | Portugal    | 41,832° N, 8,132° W  | European Wilderness Network |
| 254 ha                     | Podyjí Wilderness                             | Tschechien  | 48,88° N, 15,825° O  | European Wilderness Network |
| 10440 ha                   | Retezat Wilderness                            | Rumänien    | 45,352° N, 22,782° O | European Wilderness Network |
| 16222 ha                   | Rila Wilderness                               | Bulgarien   | 42,159° N, 23,552° O | European Wilderness Network |
| 9 km                       | Shyrokyy Luh WILDRiver                        | Ukraine     | 48,285° N, 23,661° O | European Wilderness Network |
| 11530 ha                   | Soomaa Wilderness                             | Estland     | 58,49° N, 25,134° O  | European Wilderness Network |
| 4570 ha                    | Teiču Wilderness                              | Lettland    | 56,565° N, 26,531° O | European Wilderness Network |
| 2 km                       | Thaya WILDRiver                               | Österreich  | 48,849° N, 15,837° O | European Wilderness Network |
| 250 ha                     | Thayatal WILDForest                           | Österreich  | 48,868° N, 15,837° O | European Wilderness Network |
| 7117 ha                    | Uholka-Shyrokyy Luh Wilderness und WILDForest | Ukraine     | 48,315° N, 23,733° O | European Wilderness Network |
| 8 km                       | Velyka Uholka WILDRiver                       | Ukraine     | 48,281° N, 23,689° O | European Wilderness Network |
| 162 ha                     | Vilm WILDIsland                               | Deutschland | 54,317° N, 13,526° O | European Wilderness Network |
| 1332 ha                    | Zacharovanyy Kray Wilderness und WILDForest   | Ukraine     | 48,409° N, 23,11° O  | European Wilderness Network |
| 316.453 ha                 | 42 Wilderness-Gebiete                         | 17 Länder   |                      |                             |

## Langfristige Absicherung der Wilderness-Gebiete
Wildnis zeichnet sich durch den zeitlich und räumlich uneingeschränkten Ablauf der natürlichem dynamischen Prozesse aus. Daher ist es wichtig, dass Wilderness-Gebiete nicht nur finanziell, sondern auch gesellschaftlich abgesichert werden. Um eine langfristige Finanzierung der Wilderness-Gebiete zu gewährleisten und darüber hinaus die Akzeptanz der Bevölkerung und einen wirtschaftlichen Mehrwert für die Regionen zu erzielen, in denen die Schutzgebiete liegen, setzt die Organisation auf die Förderung maßgeschneiderter regionaler und nachhaltiger Entwicklungsprojekte sowie nachhaltigen Tourismus.

## Internationale Zusammenarbeit und Anerkennung
Der Verein bemüht sich um weitreichende Akzeptanz der internationalen Naturschutzgremien und betreibt daher auch Lobbyarbeit. Gegenüber der Europäischen Kommission kooperiert man u. a. mit WWF, Europarc und Eurosite, um für das Thema Wildnis zu sensibilisieren. Auf globaler Ebene bemüht sich der Verein um einen Abgleich seiner Zertifizierungsmethode mit den Schutzgebietskategorien der IUCN, auf denen der European Wilderness Quality Standard aufgebaut ist.